# Младен Рамљак
Младен Рамљак (рођен у Загребу 1. јула 1945. године), је бивши југословенски фудбалер.
Поникао је у омладинској екипи загребачког Динама, и брзо се развио у одличног одбрамбеног играча и током једне деценије (1962-1973) у дресу загребачких „плавих“, прво као бек а касније као центархалф, одиграо је укупно 523 утакмице и 1965. и 1969. освојио трофеје Фудбалског купа Југославије, а 1967. и Куп сајамских градова.
Из Динама је 1973. године отишао у Холандију и до 1977. с успехом играо за Фајенорд из Ротердама, у коме је због повреде завршио каријеру и са којим је освојио првенство и Куп УЕФА 1974.
Уз пет утакмица за омладинску (1962-1964), једну за младу (1964) и једну за „Б“ тим (1964), одиграо је и 13 утакмица за најбољу селекцију Југославије. Дебитовао је 8. маја 1966. у сусрету против Мађарске (2:0) у Загребу на месту центархалфа, а од дреса са државним грбом опростио се као десни бек 13. маја 1972. против екипе Совјетског Савеза (0:3) у Москви.
Трагично је завршио у 33. години, погинувши у саобраћајној несрећи у јесен 1978. на ауто-путу код Новске.
У знак сећања на свог дугогодишњег првотимца, Динамо од 2003. организује меморијални турнир „Младен Рамљак“ на којем сваке године учествују јуниорске екипе познатих европских клубова.